# Satoru Shibata
Satoru Shibata (柴田 聡, Shibata Satoru), né en 1962 au Japon, est le président de Nintendo of Europe, filiale de Nintendo en Europe, entre 2000 et 2018. Il présente notamment certaines diffusions du Nintendo Direct pour le public européen.